# Пророк (ТВ кратки филм)
„Пророк” је југословенски кратки ТВ филм из 1970. године. Режирао га је Здравко Шотра а сценарио је написао Жарко Јовановић Команин.

## Улоге
| Глумац          | Улога |
| --------------- | ----- |
| Богић Бошковић  |       |
| Љиљана Газдић   |       |
| Мида Стевановић |       |
| Милош Жутић     |       |